# Samba (vírus)
O vírus Samba ou SMBV é um vírus gigante do gênero mimivirus, que foi isolado de amostras de água superficial em outubro de 2011 do rio Negro na Amazônia brasileira. Este vírus possui um capsídeo de diâmetro de 352 nm e fibrilas com 112 nm de comprimento, totalizando um diâmetro completo de 574 nm. O vírus foi batizado pelos cientistas de Samba, uma homenagem à cultura e identidade brasileira.  